# Hugues d’Eu
Hugues d’Eu († nach 1077) aus der Familie der Rolloniden ist von 1049 bis 1077 als Bischof von Lisieux bezeugt.
Er war ein Sohn des Grafen Wilhelm (Guillaume) von Eu und Hiémois und damit ein Enkel des Herzogs Richard I. von Normandie. Sein Bruder war der Graf Guillaume Busac von Eu und Soissons.
Der Geschichtsschreiber Ordericus Vitalis beschreibt ihn als „heiligen Mann“. Als Bischof von Lisieux ist er ab 1049 bezeugt; in seine Amtszeit fällt der Abschluss des Wiederaufbaus der Kathedrale Saint-Pierre in Lisieux im romanischen Stil. Hugues d’Eu konnte sie um 1055/60 weihen.
Nach seinem Tod musste Wilhelm der Eroberer als Landesherr zwischen den Kanonikern von Lisieux und den der Abtei Notre-Dame-du-Pré (ebenfalls in Lisieux) vermitteln, da beide den Leichnam des Bischofs als Reliquie beanspruchten. Wilhelm entschied zugunsten der Abtei, die von Lesceline, der Mutter Hugues gegründet worden war.
| Personendaten    | Personendaten       |
| ---------------- | ------------------- |
| NAME             | Hugues d’Eu         |
| KURZBESCHREIBUNG | Bischof von Lisieux |
| GEBURTSDATUM     | 11. Jahrhundert     |
| STERBEDATUM      | nach 1077           |